# مجاز (آلبوم)
مجاز دومین آلبوم استودیویی هیچ‌کس، رپر اهل ایران است. این آلبوم در ۱۱ فروردین ۱۳۹۹ تحت لیبل ملتفت منتشر شد. این آلبوم در سبک رپ فارسی توسط هیچ‌کس تهیه شده و آهنگسازی آلبوم نیز به وسیله مهدیار آقاجانی با حسن و حکمت انجام شده‌است. همچنین فدائی، قاف و ریویل به عنوان رپر مهمان در آن حضور داشته‌اند. تهیه این آلبوم از سال ۱۳۹۱ تا ۱۳۹۹ ادامه داشت و از زمان شروع کار بر روی آلبوم مجاز تا پخش نهایی آن بیش از ۷ سال طول کشید.شایعاتی مبنی بر حضور رض، پیشرو، داریوش و بهرام در این آلبوم وجود داشت که بنا به دلایل نامعلومی حضور این ارتیست ها کنسل شد، این آلبوم حواشی بسیاری را به وجود آورد و در پی ان بهار سال ۱۳۹۹ مخاطبان رپ‌ فارسی شاهد بیف های جذاب و بزرگی از سوی بعضی ارتیست ها بودند. 

## فهرست ترانه‌ها
اطلاعات فهرست از وبگاه رسمی هیچ‌کس
| شماره      | نام                       | نویسنده(ها)               | تهیه‌کنندگان          | مدت   |
| ---------- | ------------------------- | ------------------------- | -------------------- | ----- |
| ۱.         | «رسوا»                    | سروش لشکری                | مهدیار آقاجانی       | ۴:۴۰  |
| ۲.         | «تو کجا بودی؟»            | سروش لشکری                | مهدیار آقاجانی       | ۳:۵۵  |
| ۳.         | «سخته مسلمون بودن»        | سروش لشکری                | مهدیار آقاجانی       | ۳:۱۵  |
| ۴.         | «قاضی منو دوست داشت»      | سروش لشکری                | مهدیار آقاجانی       | ۳:۴۰  |
| ۵.         | «من کی‌ام؟» (همراه فدائی)  | سروش لشکری، اشکان سرانجام | آقاجانی              | ۵:۵۴  |
| ۶.         | «چرا نمی‌میری؟»            | سروش لشکری                | آقاجانی، حکمت        | ۴:۴۱  |
| ۷.         | «از آشنایی‌تون خوشحالم»    | سروش لشکری                | آقاجانی              | ۴:۴۴  |
| ۸.         | «خلافکارای اصلی»          | سروش لشکری                | مهدیار آقاجانی، حکمت | ۴:۰۶  |
| ۹.         | «شبی گرگا» (فیت با قاف)   | سروش لشکری، علیرضا قاسمی  | آقاجانی، حکمت        | ۵:۳۱  |
| ۱۰.        | «ترورشون کن»              | سروش لشکری                | مهدیار آقاجانی       | ۳:۱۶  |
| ۱۱.        | «جدول و رؤیا»             | سروش لشکری                | مهدیار آقاجانی       | ۳:۴۲  |
| ۱۲.        | «شیطونه میگه»             | سروش لشکری                | مهدیار آقاجانی، حسن  | ۳:۱۴  |
| ۱۳.        | «یه مکث»                  | سروش لشکری                | مهدیار آقاجانی، حسن  | ۳:۵۶  |
| ۱۴.        | «کی میگه؟» (همراهی ریویل) | سروش لشکری، مهرک گلستان   | مهدیار آقاجانی       | ۲:۴۴  |
| ۱۵.        | «محض مخالفت»              | سروش لشکری                | مهدیار آقاجانی       | ۳:۲۲  |
| ۱۶.        | «وَ زیر»                   | سروش لشکری                | مهدیار آقاجانی       | ۱:۴۴  |
| مجموع مدت: | مجموع مدت:                | مجموع مدت:                | مجموع مدت:           | ۶۴:۵۷ |